# Balmuccia
Balmuccia é uma comuna italiana da região do Piemonte, província de Vercelli, com cerca de 100 habitantes. Estende-se por uma área de 10 km², tendo uma densidade populacional de 10 hab/km². Faz fronteira com Boccioleto, Cravagliana, Rossa, Scopa, Vocca.

## Demografia
| Variação demográfica do município entre 1861 e 2011                               |
|                                                                                   |
| Fonte: Istituto Nazionale di Statistica (ISTAT) - Elaboração gráfica da Wikipedia |